# Juan de los muertos
Juan de los muertos es un largometraje de ficción de producción hispano-cubana. Es el primer filme cubano de zombis. Comedia de terror dirigida por Alejandro Brugués en el año 2011. Coproducido por La Zanfoña Producciones (España),  Producciones de la 5.ª Avenida (Cuba), con la participación del ICAIC, Canal Sur y Televisión Española.

## Sinopsis
Juan (Alexis Díaz de Villegas) tiene cuarenta años, y ha vivido en Cuba sin hacer absolutamente nada. Ese es su modo de vida, y está dispuesto a defenderlo a cualquier precio, acompañado de su socio y compinche, Lázaro (Jorge Molina), que es igual de vago pero el doble de torpe. El único vínculo emocional de Juan es con su hija Camila (Andrea Duro), una joven y bella muchacha que no quiere saber nada de su padre porque lo único que hace es meterse en problemas.
De pronto comienzan a suceder una serie de extraños acontecimientos: la gente se vuelve violenta y se atacan unos a otros. Después de algunas dudas, Juan llega a la conclusión de que se trata de zombis y decide que la mejor manera de enfrentarse a la situación es prosperar con ella y comienza un negocio con el eslogan: 'Juan de los Muertos: Matamos a sus seres queridos'.

## Ficha técnica ampliada
- Guion: Alejandro Brugués
- Dirección: Alejandro Brugués
- Dirección de Producción: Alejandro G. Tovar y Laura Alvea
- Dirección de Fotografía: Carles Gussi
- Montaje o Edición: Mercedes Cantero
- Música Original: Sergio Valdés
- Dirección de Arte: Derubín Jácome
- Escenógrafo: Humberto Rosales Abreu
- Diseño de Vestuario: Esther Vaquero
- Producción Ejecutiva: Gervasio Iglesias, Inti Herrera y Claudia Calviño
- Sonido: Daniel de Zayas
- Supervisión de Efectos Especiales: Juan Carlos Sánchez
- Efectos de Maquillaje: Cristian Pérez Jauregui & Marco Hernández.
- Maquillaje: Catalina Montero
- Dirección de Casting: Libia Batista
- Asistente de Dirección: Olga Sánchez
- Jefa de Producción: Vanesa Portieles

## Reparto
- Alexis Díaz de Villegas (Juan)
- Eliécer Ramírez (El Primo)
- Andros Perugorría (Vladi California)
- Jorge Molina (Lázaro)
- Jazz Vilá (La China)
- Andrea Duro (Camila)
- Antonio Dechent (Pastor protestante Jones)
- Blanca Rosa Blanco (Sara)
- Susana Pous (Lucía)

## Premios
- Segundo Premio del Público (Runner Up). Festival de Cine Fantástico (Fantastic Fest) Austin, Estados Unidos. Septiembre, 2011.
- Premio  Fanomenon Audience Award en el Festival Internacional de Cine de Leeds en Inglaterra[1]
- Premio a la Mejor película extranjera de habla hispana en los Premios Goya 2013.[2]
- Premio Copa Airlines del Público a la Mejor Película del Festival Internacional de Cine de Panamá (IFF Panama por sus siglas en inglés) en abril de 2012.